# Gran Premio di superbike di Sentul 1997
Il Gran Premio di Superbike di Sentul 1997 è stata la dodicesima e ultima prova su del campionato mondiale Superbike 1997, è stato disputato il 12 ottobre sul Sentul International Circuit e ha visto la vittoria di John Kocinski in gara 1, mentre la gara 2 è stata vinta da Carl Fogarty.
La vittoria nella gara valevole per il campionato mondiale Supersport è stata invece ottenuta da Vittoriano Guareschi.
Pochi i piloti presenti al via, non essendo presenti quelli partecipanti al campionato europeo, e in entrambe le manche solo 13 sono arrivati al traguardo. Risulterà questa anche l'ultima volta in cui il campionato mondiale Superbike verrà ospita sul circuito indonesiano.
Il titolo iridato, già peraltro assegnato matematicamente la gara precedente, è stato dello statunitense John Kocinski su Honda davanti al britannico Carl Fogarty già iridato l'anno precedente. Il titolo iridato del campionato mondiale Supersport, alla sua prima edizione e anch'esso già matematicamente assegnato dalla gara precedente, è stato dell'italiano Paolo Casoli su Ducati.

## Risultati

### Gara 1

#### Arrivati al traguardo[5]
| Pos. | Nº | Pilota             | Motocicletta | Tempo     | Griglia | Punti |
| ---- | -- | ------------------ | ------------ | --------- | ------- | ----- |
| 1º   | 3  | John Kocinski      | Honda        | 36:51.314 | 1º      | 25    |
| 2º   | 2  | Aaron Slight       | Honda        | +0:00.055 | 4º      | 20    |
| 3º   | 4  | Carl Fogarty       | Ducati       | +0:02.123 | 2º      | 16    |
| 4º   | 8  | Akira Yanagawa     | Kawasaki     | +0:07.049 | 7º      | 13    |
| 5º   | 41 | Noriyuki Haga      | Yamaha       | +0:13.430 | 6º      | 11    |
| 6º   | 22 | Scott Russell      | Yamaha       | +0:28.307 | 8º      | 10    |
| 7º   | 33 | John Reynolds      | Ducati       | +0:29.402 | 11º     | 9     |
| 8º   | 11 | Mike Hale          | Suzuki       | +0:35.963 | 12º     | 8     |
| 9º   | 12 | James Whitham      | Suzuki       | +0:38.853 | 10º     | 7     |
| 10º  | 31 | Igor Jerman        | Kawasaki     | +0:49.095 | 15º     | 6     |
| 11º  | 17 | Pere Riba          | Honda        | +0:54.017 | 14º     | 5     |
| 12º  | 14 | Makoto Suzuki      | Ducati       | +1:00.014 | 16º     | 4     |
| 13º  | 77 | Simon Yudha Kusuma | Kawasaki     | +2 giri   | 19º     | 3     |

#### Ritirati
| Nº | Pilota              | Motocicletta | Giri     | Griglia |
| -- | ------------------- | ------------ | -------- | ------- |
| 6  | Simon Crafar        | Kawasaki     | +14 giri | 5º      |
| 75 | Joenzindy Gozali    | Kawasaki     | +18 giri | 20º     |
| 7  | Pierfrancesco Chili | Ducati       | +20 giri | 3º      |
| 9  | Neil Hodgson        | Ducati       | +20 giri | 9º      |
| 10 | Christian Lavieille | Honda        | +20 giri | 17º     |
| 44 | Sean Emmett         | Ducati       | +22 giri | 13º     |

### Gara 2

#### Arrivati al traguardo[6]
| Pos. | Nº | Pilota              | Motocicletta | Tempo     | Griglia | Punti |
| ---- | -- | ------------------- | ------------ | --------- | ------- | ----- |
| 1º   | 4  | Carl Fogarty        | Ducati       | 36:37.726 | 2º      | 25    |
| 2º   | 8  | Akira Yanagawa      | Kawasaki     | +0:07.767 | 7º      | 20    |
| 3º   | 41 | Noriyuki Haga       | Yamaha       | +0:07.797 | 6º      | 16    |
| 4º   | 2  | Aaron Slight        | Honda        | +0:07.978 | 4º      | 13    |
| 5º   | 22 | Scott Russell       | Yamaha       | +0:08.840 | 8º      | 11    |
| 6º   | 12 | James Whitham       | Suzuki       | +0:26.629 | 10º     | 10    |
| 7º   | 9  | Neil Hodgson        | Ducati       | +0:28.829 | 9º      | 9     |
| 8º   | 44 | Sean Emmett         | Ducati       | +0:29.944 | 13º     | 8     |
| 9º   | 31 | Igor Jerman         | Kawasaki     | +0:46.484 | 15º     | 7     |
| 10º  | 14 | Makoto Suzuki       | Ducati       | +0:50.264 | 16º     | 6     |
| 11º  | 17 | Pere Riba           | Honda        | +0:51.687 | 14º     | 5     |
| 12º  | 10 | Christian Lavieille | Honda        | +1 giro   | 17º     | 4     |
| 13º  | 77 | Simon Yudha Kusuma  | Kawasaki     | +2 giri   | 19º     | 3     |

#### Ritirati
| Nº | Pilota              | Motocicletta | Giri     | Griglia |
| -- | ------------------- | ------------ | -------- | ------- |
| 6  | Simon Crafar        | Kawasaki     | +1 giro  | 5º      |
| 3  | John Kocinski       | Honda        | +1 giro  | 1º      |
| 11 | Mike Hale           | Suzuki       | +15 giri | 12º     |
| 75 | Joenzindy Gozali    | Kawasaki     | +18 giri | 20º     |
| 7  | Pierfrancesco Chili | Ducati       | +21 giri | 3º      |
| 33 | John Reynolds       | Ducati       | +23 giri | 11º     |

### Supersport

#### Arrivati al traguardo
| Pos. | Nº | Pilota               | Motocicletta | Giri | Tempo      | Punti |
| ---- | -- | -------------------- | ------------ | ---- | ---------- | ----- |
| 1º   | 6  | Vittoriano Guareschi | Yamaha       | 25   | 39'12,899" | 25    |
| 2º   | 34 | Yves Briguet         | Suzuki       | 25   | +0,781"    | 20    |
| 3º   | 24 | Stéphane Chambon     | Ducati       | 25   | +5,119"    | 16    |
| 4º   | 17 | Stéphane Mertens     | Suzuki       | 25   | +15,645"   | 13    |
| 5º   | 27 | Rubén Xaus           | Honda        | 25   | +19,204"   | 11    |
| 6º   | 36 | Christophe Cogan     | Ducati       | 25   | +22,178"   | 10    |
| 7º   | 32 | Marc Garcia          | Honda        | 25   | +22,927"   | 9     |
| 8º   | 31 | Marco Risitano       | Kawasaki     | 25   | +29,380"   | 8     |
| 9º   | 2  | Massimo Meregalli    | Yamaha       | 25   | +30,418"   | 7     |
| 10º  | 7  | Thomas Körner        | Ducati       | 25   | +36,024"   | 6     |
| 11º  | 30 | Wilco Zeelenberg     | Yamaha       | 25   | +40,645"   | 5     |
| 12º  | 14 | Fred Bayens          | Honda        | 25   | +41,114"   | 4     |
| 13º  | 90 | Bernhard Schick      | Ducati       | 25   | +1'14,390" | 3     |

#### Ritirati
| Nº | Pilota             | Motocicletta | Giri |
| -- | ------------------ | ------------ | ---- |
| 41 | Michaël Paquay     | Honda        | 22   |
| 35 | Giovanni Bussei    | Suzuki       | 22   |
| 1  | Fabrizio Pirovano  | Ducati       | 15   |
| 26 | Paolo Casoli       | Ducati       | 10   |
| 22 | Bernard Garcia     | Ducati       | 9    |
| 44 | Francisco Riquelme | Ducati       | 6    |
| 25 | Serafino Foti      | Bimota       | 4    |
| 13 | Jeffry de Vries    | Yamaha       | 3    |